# Horacije
Kvint Horacije Flak (latinski: Quintus Horatius Flaccus; Venusija, prosinac 65. pr. Kr. – Rim, 27. studenog 8. pr. Kr.), rimski pjesnik i satiričar.

## Životopis
Horacije je rođen u prosincu 65. pr. Kr. u Venusiji (danas Venosa) na jugu Italije, umro je 27. studenog 8. pr. Kr. u Rimu. Njegov otac je bio rob koji je stekao slobodu prije Horacijevog rođenja. Moglo bi se pretpostaviti da je u ropstvo pao za vrijeme Pompeja, odnosno nakon Spartakovog ustanka. Svog sina je odveo u jednu od najpoznatijih škola Sabelijanca po imenu Orbilus (koji je po Horaciju bio pristalica tjelesnog kažnjavanja). Godine 46. pr. Kr. Horacije posjećuje predavanja na atenskoj Akademiji, gdje prve stihove počinje pisati na grčkom. Kad je Brut u Ateni prikupljao vojsku protiv Oktavijana Augusta i Antonija, zajedno sa sinovima Cicerona i Katona, u nju stupa i Horacije. Međutim, u bitci kod Filipa poražena je Republika, a i tribunus militum Horacije. Nakon toga se Horacije vraća u Rim i posvećuje pjesništvu. Godine 38. pr. Kr. doveden je kod Mecene, učenog čovjeka iz Etrurije iz središnje Italije, koji je bio glavni politički savjetnik Oktavijana Augusta. Mecena je Horacija uveo u pjesnički književni krug, a uz to mu poklonio i luksuznu vilu.
Izgledom je Horacije bio nizak i debeo, posijedio prije vremena, lako bi se iznervirao, ali brzo i smirio.